# Snadné čtení

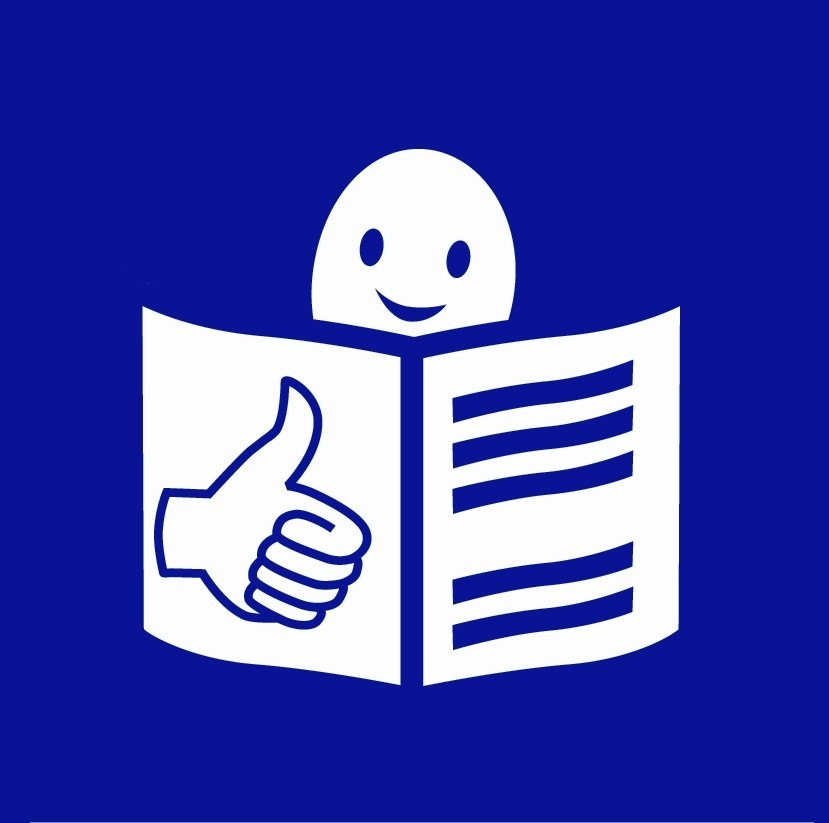
Logo Snadného čtení

Snadné čtení je metoda psaní textů v jednoduché formě tak, aby byly srozumitelné lidem s omezenými schopnostmi porozumění textu – například lidem s demencí nebo jiným mentálním postižením nebo cizincům s omezenou znalostí češtiny.
Metodiku Snadného čtení v češtině vypracovalo Ministerstvo vnitra v roce 2018 spolu s příklady snadno čitelných textů. Mezi zásady psaní textů Snadného čtení patří:
- psát krátké věty o maximální délce kolem 15 slov, krátké odstavce o 5 větách
- věty s podstatnými informacemi psát na samostatné řádky
- používat kladné věty místo záporných vět
- používat činný slovesný rod spíše než trpný
- používat jednoduchá slova; složitější slova vysvětlit v textu nebo doprovodném slovníčku